# Friedrich August Valentin Voit von Salzburg

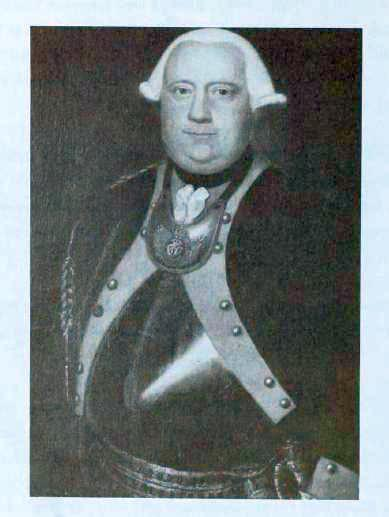
Friedrich August Valentin Voit von Salzburg (1734–1798), Bild aus dem Bayerischen Armeemuseum in Ingolstadt

Friedrich August Valentin Freiherr Voit von Salzburg (* 26. Juni 1734; † 14. Mai 1798 in Wald bei Gunzenhausen) war ein preußischer Generalmajor sowie ansbachischer Oberst und Teilnehmer im Amerikanischen Unabhängigkeitskrieg.

## Leben

### Herkunft
Seine Eltern waren Julius Gottlob Voit von Salzburg und dessen Ehefrau Eleonore Charlotte, Freiin von Seckendorff. Sein Vater war Herr zu Salzburg, Eichenhausen und Burglauer. Außerdem Geheimer Rat, Landschaftsdirektor sowie Ritter des Roten Adlerordens und des Johanniterordens.

### Militärkarriere
Voit muss bereits jung an den Hof gekommen sein, denn von 1748 an begleitete er den Erbprinzen Karl Alexander als Page an die Universitäten von Leiden und Utrecht. 1750 trat er in ansbach-bayreuthische Dienste und wurde am 1. Juni 1763 Unterleutnant im Kavallerieregiment „Treskow“. Im Siebenjährigen Krieg kämpfte er im Reichsheer u. a. bei der Belagerung von Wittenberg. In dem Regiment stieg Voit am 22. Mai 1772 zum Hauptmann sowie im Jahr 1773 zum Oberstwachtmeister und Kammerherr auf. Truppen aus Ansbach wurden in englischen Sold gegeben und in den Amerikanischen Unabhängigkeitskrieg geschickt.
Auch Voit schiffte sich am 29. März 1777 im Hafen von Dordrecht ein und erreichte am 4. Juni 1777 mit der Truppe den Hafen von New York. Dort wurde er am 13. April 1778 Oberst und zum Kommandeur des Regiments „Ansbach“ ernannt. Bei der Kapitulation von Yorktown am 19. Oktober 1781 geriet er in Gefangenschaft. 1785 kehrte er nach Ansbach zurück und wurde Chef eines Kreisregiments. Mit dem Übergang von Ansbach an Preußen wurde er am 16. Juli 1792 als Generalmajor in preußische Dienste übernommen unter Beibehaltung seines Gehaltes und Regiments. Er starb am 14. Mai 1798 in Wald bei Gunzenhausen.

### Familie
Voit war zweimal verheiratet. Er hatte einen Sohn:
- Friedrich August Valentin (* 18. Mai 1795; † 27. Dezember 1858)[1], königlich bayrischer Kammerherr und Major a. D., Autor, Landrat[2] ⚭ 31. Mai 1819 Henriette Auguste Clarisse Marianne von Reitzenstein (* 13. Januar 1802; † 14. Januar 1856).